# قشلاق‌عباس
قشلاق‌عباس (به ترکی آذربایجانی: Qışlaqabbas) یک منطقهٔ مسکونی در جمهوری آذربایجان است که در شهرستان شرور واقع شده‌است. قشلاق‌عباس ۱٬۸۲۵ نفر جمعیت دارد.